# RedTube
RedTube è un sito web di pornographic video sharing (cioè condivisione libera di materiale video pornografico) della famiglia del Porn 2.0, simile nella disposizione a YouTube.

## Creazione
Il dominio è stato creato nel mese di agosto 2006.

## Proprietà
Dal sito si evince che la proprietà sia di MG Content RT Ltd, sussidiaria irlandese di Mindgeek.

## Categorie
Il sito divide i video in 32 categorie diverse, per aiutare i visitatori nella ricerca degli argomenti a loro preferiti.

## La popolarità
Nato sulla falsariga di YouPorn, ne sfrutta le stesse caratteristiche e funzionalità, potenziando i contenuti con tag e suddivisioni in sottocategorie, ed unendo il tutto con diversi servizi a pagamento, quali il download dei video (non più il solo streaming) in diversi formati, per diverse periferiche e di diverse qualità video, oltre all'ormai consolidato uso dei banner pubblicitari, a pubblico di tutte le età.